# جوردون ليو
جوردون ليو (بالصينية: 劉家輝) (و. 1955 – م) هو ممثل، من جمهورية الصين الشعبية، ولد في غوانغدونغ.
أشتهر بأفلام الفنون القتالية، من أهمها فيلم الغرفة السادسة والثلاثين لشاولين، عودة للغرفة السادسة والثلاثين، طلاب الغرفة السادسة والثلاثين.

## أهم الأدوار
- الغرفة السادسة والثلاثون لشاولين
- عودة للغرفة السادسة والثلاثين
- طلاب الغرفة السادسة والثلاثين.
- كيل بيل المجلد الأول
- كيل بيل المجلد الثاني

## وصلات خارجية
- جوردون ليو على موقع IMDb (الإنجليزية)
- جوردون ليو على موقع ألو سيني (الفرنسية)
- جوردون ليو على موقع قاعدة بيانات الفيلم (الإنجليزية)
- جوردون ليو على موقع كينوبويسك (الروسية)